# 陳楚生
陈楚生（1981年7月25日—），出生于海南省三亚市，籍贯广东省普宁市，中国男歌手、音乐人、演员、吉他手，SPY.C乐队的主唱。曾任全国青联委员，海南省青联常委。
2003年，获得湖南衛視举办的的全国PUB歌手大赛冠军；2007年参加湖南衛視快乐男声获得全国总冠军而广受关注；
2011年以第十一届中华全国青联委员的身份受邀前往人民大会堂献唱
；
并于2009年，2010年和2015年三次受邀献唱第18届，第19届，第24届中国金鸡百花电影节。
2022年，获得“2022博鳌青年领袖·青年梦想者”荣誉称号。
出道至今，共发行十一张专辑（其中七张录音室专辑，一张现场录音专辑，三张迷你专辑）。

## 早年生活及教育
早年受齐秦、Beyond、许巍等音乐人影响而喜欢音乐，未完成中学就往音乐方向发展。
2000年8月，参加深圳傲旗音乐制作公司同酒吧联合举办的深圳本土原创音乐节；
2000年9月，在深圳广播电台《我唱我歌》栏目做现场采访及现场弹唱，并连续一周播放自己创作的歌曲。
2001年7月，参加上海东方电视台等18家电视台联合举办的亚洲音乐节新人大奖赛，并获得最具潜质歌手奖。
2002年1月，参加深圳电视台拍摄的一部贵州扶贫爱心活动的短片，演唱这部片子的主题曲《大山的孩子》。
2003年7月，获得在长沙举行的全国PUB歌手大赛冠军，并签约EMI(百代)唱片公司。
2005年与百代唱片解约，组建蓝雨乐队但只坚持了一年左右。
2006年组建BIG BOY乐队，并担任主唱。

## 演藝生涯

### 天娱传媒
2007年7月参加湖南卫视快乐男声获得全国总冠军出道并签约天娱传媒
；7月20日，发行首支单曲《有没有人告诉你》，收录于合辑《13》中，该歌曲获得中国广播影视大奖中国原创歌曲颁奖典礼中国原创歌曲提名奖、北京流行音乐典礼年度金曲奖；
11月4日，发行首张个人音乐EP《原来我一直都不孤单》，其中同名主打歌《原来我一直都不孤单》获得中国歌曲排行榜年度金曲奖
；11月17日，获得中国广播影视大奖中国原创歌曲颁奖典礼最具潜质歌手奖、最佳华语歌手奖。
2008年1月11日，获得“鹏城歌飞扬风华五年盛典”年度最佳男歌手奖、风华五年飞跃大奖 ，而EP《原来我一直都不孤单》则获得年度最佳专辑奖，单曲《有没有人告诉你》亦获得年度十佳金曲奖
；3月11日，获得9+2音乐先锋榜2007年度内地先锋新人奖、年度网上最具人气先锋歌手奖、年度最佳先锋创作歌手奖，而单曲《原来我一直不孤单》则获得了内地先锋金曲奖
；4月12日，获得2007年度MusicRadio中国TOP排行榜内地最佳创作新人奖
；5月30日，推出个人原创单曲《与你同在》，该歌曲获得2008年度北京流行音乐典礼年度金曲奖；
5月4日，擔任2008年北京奥运会火炬手。
7月30日，获得新城国语力颁奖礼新城国语新势力歌手奖、新城国语创作新势力奖；8月14日，其创作并演唱的奥运单曲《这一刻》正式上线
，该歌曲从众多奥运歌曲中脱颖而出，被选定为中央电视台奥运频道现场节目《荣誉殿堂》的背景音乐
；12月15日，推出个人原创单曲《一个人的冬天》，该歌曲于2010年4月7日获得第3届城市之音至尊金榜年度听众最爱单曲奖、年度TOP20金曲奖；12月16日，获得时尚先生评选年度盛典年度最具潜力唱作人奖
；12月31日，陈楚生缺席湖南卫视举行跨年演唱会，与天娱传媒的矛盾浮出水面。
2009年8月20日，与经纪公司天娱传媒解约。

### 华谊兄弟
2009年9月，为华谊兄弟影业出品的国庆献礼片《風聲》创作并演唱主题曲《且听风吟》
；10月17日，赴南昌参加第27届中国电影金鸡奖颁奖典礼，演唱歌曲《边疆泉水清又清》《遇见》
；10月28日，陈楚生正式签约华谊兄弟
；11月18日，出席第10届中国海南岛欢乐节暨华谊群星欢乐夜，并为该活动专门创作了歌曲《欢乐海南》
；12月5日，在北京工人体育馆举办入行以来的首次个人演唱会“型随意动”个人演唱会；12月20日，其演唱的歌曲《明天》和《红星照我去战斗》获得第4届中国移动无线音乐咪咕汇无线音乐最畅销十大首发金曲大奖；12月26日，推出首张个人音乐专辑《冬去春来》。
2010年2月5日，获得2009年度北京流行音乐典礼最佳创作歌手奖，歌曲《且听风吟》获得年度金曲奖；3月27日，获得第17届东方风云榜最佳唱作人奖及最佳作曲奖，而歌曲《一个人唱情歌》则获得十大金曲奖
；4月11日，获得音乐风云榜十年盛典新势力男歌手奖，而歌曲《有没有人告诉你》则获得十年内地十大金曲奖
；6月12日，推出第2张个人音乐EP《绿动》，其中同名主打歌《绿动》获得了第4届城市之音至尊金榜年度TOP20单曲奖、中国音乐联播榜内地十大年度金曲奖等多个奖项；
同年9月出席中华全国青年联合会第十一届委员会全体会议、中华全国学生联合会第二十五次代表大会，并当选新一届青联委员；
10月16日，参加第19届中国电影金鸡奖颁奖典礼，并演唱《風聲》主题曲《且听风吟》；
11月10日，其演唱的歌曲《山高水长》发布，该歌曲被选为广州亚运会央视主题曲
；12月22日，推出第2张个人音乐专辑《影之传说》。
2011年1月17日，获得2010年度北京流行音乐典礼内地年度最佳创作歌手奖，EP《绿动》获得年度最佳EP奖，而歌曲《山楂花》则获得年度金曲奖；3 月19日，获得第18届东方风云榜华语五强内地最受欢迎歌手奖，而歌曲《山楂花》则获得十大金曲奖；4月11日，获得第11届音乐风云榜内地最佳唱作人奖，而EP《绿动》则获得内地最佳EP奖；4月24日，获得MusicRadio音乐之声中国TOP排行榜年度传媒推荐歌手奖；
5月10日，受邀担任世界大学生运动会形象大使、校园推广大使、音乐推广大使及火炬传递主题曲演唱者，并担任深圳站火炬手；
；同年，以第十一届中华全国青联委员的身份受邀前往人民大会堂，参加“两岸同心，我们同行”主题交流联欢活动并献唱；
8月14日以中国音乐人代表的身份应邀参加夏季音乐节日本SUMMER SONIC音乐节，成为首位献唱的中国歌手，演唱其原创歌曲《奇幻之旅》；
10月28日，推出第3张个人音乐专辑《瘾》；
12月10日，获得音乐先锋榜年度内地最佳先锋男歌手奖，而歌曲《瘾》则获得了年度内地十大先锋金曲奖。
2012年1月19日，获得2011年度北京流行音乐典礼内地年度最佳创作歌手奖，而歌曲《瘾》则获得年度金曲奖

；4月7日，获得第19届东方风云榜最佳男歌手奖
；8月与何洁共同主演了加长版音乐微电影《经过》
；4月23日，获得2011年度MusicRadio中国TOP排行榜MusicRadio音乐之声内地推崇大奖，专辑《瘾》获得年度传媒推荐唱片大奖，而歌曲《思念一个荒废的名字》则获得内地年度金曲奖

；同年，参演首部个人系列微电影《蜕变》，并担纲男主角，该作品共分为《柒》《猫》《穿Prada的树》和《一支录音笔的自白》4部；11月，陈楚生与天娱传媒的解约官司历时3年多最终达成庭外和解

；12月25日，获得中国中央电视台音乐频道“光荣绽放” 2012年度十大新锐歌手奖。
2013年1月8日，获得“鹏城歌飞扬十周年音乐庆典”星光十年成就大奖、最佳男歌手大奖，而歌曲《瘾》则获得了年度十佳金曲奖
；6月10日，推出第4张个人音乐专辑《我知道你离我不远》；11月30日，获得音乐先锋榜年度内地最佳先锋男歌手奖，专辑《我知道你离我不远》获得年度内地最佳专辑奖，同名歌曲《我知道你离我不远》亦获得年度内地十大先锋金曲奖
；12月7日， 获得第7届中国移动无线音乐盛典年度特别贡献奖，而歌曲《映山红》则获得年度最畅销新民族风金曲奖；12月18日，获得第11届华鼎音乐奖最佳原创歌手奖。
2014年5月17日，获得首届中国新歌榜颁奖典礼亚洲最欣赏男唱将奖，歌曲《我知道你离我不远》则获得年度十大新歌奖
；11月1日，开始举行“一见如故”2014-2015全国巡回演唱会，巡演共16场；11月2日，在巡演期间发行了为儿子创作的单曲《Demo》，该歌曲获得鹏城歌飞扬颁奖典礼年度十佳金曲奖
；同年，与华谊音乐期满后成立独立工作室，并组建了一支名为“SPY.C”的独立乐队。。

### 独立发展
2015年4月11日，出席新浪娱乐十五周年晚会，并获得杰出青年奖；7月25日，受邀参加日本富士音乐节
；9月19日，出席第24届中国电影金鸡奖颁奖典礼暨第30届中国电影金鸡奖颁奖典礼，献唱电影《80后》主题曲《天长地久》。
2016年3月12日，获得“鹏城歌飞扬”颁奖典礼年度飞跃男歌手大奖，而歌曲《后来的事》则获得年度十佳金曲奖。
2017年3月27日，随SPY.C乐队发布微纪录片《“逆旅人生”独立行》；3月29日，随SPY.C乐队发行乐队首张同名专辑《侦探C》；6月21日，随SPY.C乐队获得Music Radio中国TOP音乐盛典音乐之声推荐大奖最佳乐团奖；12月14日，举办出道十年演唱会《七分之一音乐会》 。
2018年1月12日，与王力宏、张震、黄晓明、章子怡联袂主演的剧情电影《无问西东》上映，在片中饰演沈光耀的老师吴岭澜
；1月27日，随SPY.C乐队获得流行音乐年度盛典年度最佳乐团奖；7月25日，推出首张个人Live专辑《七分之一的理想》亦是他的第5张个人音乐专辑，
并宣布加盟环球音乐 。
2019年3月，以踢馆歌手的身份参加湖南卫视音乐竞技节目《歌手2019》并踢馆成功
；6月28日，推出第6张个人音乐专辑《趋光》，是其加盟环球唱片后的首张录音室专辑
；8月，举行「你还好吗」全国巡演。
2020年7月19日，与苏运莹共同担任第6届亚洲沙滩运动会火炬手，并演唱推广曲《天涯为家》
；8月7日，受环球音乐之邀，以“寶麗金中国推广大使”的身份发行了第3张个人音乐EP，亦是首张翻唱EP《忘不了》。
2021年7月25日，推出第7张个人音乐专辑《涂鸦森林》。11月13日，参加由优酷和东方卫视推出的致敬主题音乐竞演真人秀《追光吧！》,总决赛排名11,未能成团。
2022年3月，举行「涂鸦森林」巡回演唱会。11月，获得“2022博鳌青年领袖·青年梦想者”荣誉称号。
2023年8月，举行陈楚生「棱」巡回演唱会。同年，参加由芒果TV推出的全景音乐竞演综艺《披荊斬棘》获得总决赛冠军，并成为本季的X-Leader。
12月，参加由芒果TV、湖南卫视所制作的音乐真人实境秀节目《聲生不息·家年華》。
2024年1月13日，获得2023微博之夜微博年度实力歌手奖；
2月9日，登上中央电视台春节联欢晚会，与王铮亮、苏醒、张远、陆虎、王栎鑫同台献唱；
4月26日，以常駐音樂合夥人身分加盟浙江衛視播出的音樂真人秀節目《天赐的声音5》；
9月25日，获得微博音乐盛典年度实力歌手奖；
12月17日，获得2024汽水音乐&抖音看见音乐计划品质舞台音乐人奖。
2025年，举行陈楚生2025「荒芜之境」巡回演唱会;
1月28日，登上中央电视台春节联欢晚会，与王铮亮、苏醒、张远、陆虎、王栎鑫同台献唱；
3月9日，获得2025QQ音乐巅峰盛典QQ音乐巅峰影响力歌手奖；
5月16日，以第一位首发歌手身分加盟由中国大陆湖南卫视与芒果TV于2025年第二季度播出的週五黄金档音乐类实境秀节目《歌手2025》，
并于8月8日获得《歌手2025》歌王。

## 音樂作品
- 原来我一直都不孤单（I've Never Been Alone）（2007年）
- 冬去春来（From Winter to Spring）（2009年）
- 绿动（2010年）
- 影之传说（Legend of Shadow）（2010年）
- 瘾（2011年）
- 我知道你离我不远（I Know You Are Not Far From Me）（2013年）
- 侦探 C（Spy C）（2017年）
- 七分之一的理想（1/7 Concert Live）（2018年）
- 趋光（2019年）
- 忘不了（The Unforgettable）（2020年）
- 涂鸦森林（Graffiti Forest）（2021年）

## 演唱會

### 演唱會
- 個人演唱會

### 巡迴演唱會
- 「一见如故」巡迴演唱會
- 「陈楚生&SPY.C」巡迴演唱會
- 陈楚生「你还好吗」巡迴演唱會
- 陈楚生「涂鸦森林」巡迴演唱會
- 陳楚生「棱」巡迴演唱會
- 陳楚生2025「荒芜之境」巡迴演唱會

## 影视作品

### 参演电影
| 年份   | 作品名稱               | 角色     | 導演       | 合作演員                     |
| 2020年 | 再見吧！少年           | 陳楚生   | 林子平     | 劉敏濤、榮梓杉、譚凱         |
| 2018年 | 无问西东               | 吴岭澜   | 李芳芳     | 黄晓明，章子怡，张震，王力宏 |
| 2015年 | 从天儿降               | 马克     | 魏楠, 魏民 | 陈学冬, 张艺兴, 李小璐       |
| 2013年 | 衰鸟向前冲             | 流浪歌手 | 王小峰     | 胡淑芬；卢杉；任大为         |
| 2012年 | 《蜕变》个人系列微电影 | 彭皮杜   |            | 毛晓彤；谭松韵               |
| 2012年 | 《经过》微电影         |          |            | 何洁                         |
| 2011年 | 新天生一对             | 尊尼     | 朱延平     | 周渝民；杨幂；小小彬         |
| 2009年 | 乐火男孩               | 秦涌     | 于华全     | 俞灏明；王栎鑫               |

### 参演短片
| 年份   | 作品名稱 | 類型     |
| 2017年 | 空       | 音乐短片 |

### 参演纪录片
| 年份   | 作品名稱         |
| 2017年 | “逆旅人生”独立行 |

## 综艺节目
- 常駐綜藝
- 飛行綜藝
- 2007快樂男聲比賽歷程
- 歌手2025